# 2019年雅加達示威及騷亂
2019年雅加達示威及騷亂是2019年5月21日印度尼西亞反對派支持者在雅加達抗議總統選舉結果的示威活動，以及由此演變而成的騷亂，主要發生在中雅加達丹拿望一帶地區。騷亂期間，暴徒除了縱火焚燒車輛，還攻擊防暴警察。截至5月22日，騷亂已造成7人死亡，737人受傷。警方已拘捕452名疑犯，並懷疑騷亂由收受金錢的不法分子和伊斯蘭國支持者主導。
早在選舉結果公布之前，總統候選人普拉博沃·蘇比安托的競選團隊便認為這場選舉出現舞弊行為，呼籲群眾在選舉結果公布後發動「人民力量」。5月21日印尼選舉委員會公布總統選舉的初步結果，宣布佐科·維多多勝選之後，普拉博沃拒絕承認結果，民眾也開始在選舉監管部門附近示威。當天深夜，示威者開始攻擊防暴警察，令示威演變成騷亂。騷亂直至5月23日早上才得到平息。

## 背景

### 起因
印尼在2019年4月17日舉行總統選舉，之後公布的非正式快速計票結果均預料現任總統佐科·維多多將再次擊敗反對派領䄂普拉博沃·蘇比安托，成功連任。國際觀察員都認為這次選舉自由、公正，不過普拉博沃和他的競選團隊卻宣布他們才是勝利者，並質疑選舉結果造假，而且偏向佐科。隨後，前人民協商會議（人協，立法機構）主席阿敏·萊斯、伊斯蘭捍衛者陣線領䄂里齊克·希哈卜等反對派要人開始呼籲民眾發動「人民力量」運動，推翻佐科政府，就像1998年5月人民發動示威，迫使蘇哈托下台一樣。
印度尼西亞國家警察曾經在2019年5月拘捕、扣押多名反對派人士，包括退役軍官基弗兰·泽恩等數名支持「人民力量運動」的人物，以及支持普拉博沃的前陸軍特種部隊司令蘇納科；此前蘇納科曾經在影片中指示普拉博沃的支持者進攻選委會大樓和獨立宮（總統府）。他們懷疑基弗兰等人涉嫌叛國，並指控蘇納科非法藏械。另外，警方除了拘捕29名企圖在公眾集會期間發動攻擊的疑犯（他們多數是前伊斯兰国成員），還破獲了一宗偷運消音武器的案件——總統府幕僚長穆爾多科認為這是一次企圖栽贓政府派狙擊手攻擊示威者的陰謀。警方認為恐怖份子有機會潛入群眾之間，所以要求普拉博沃的支持者不要舉行示威。
選舉委員會（選委會）在5月21日早上公布總統選舉的正式結果，比原定時序早了一天。結果佐科以55.5%的得票率當選，合乎快速點票結果的預期。不久後，普拉博沃宣布將拒絕承認選舉結果，並決定向憲法法院提出訴訟，還呼籲民眾走上街頭，抗議選舉結果。他的支持者之前就曾經在選委會大樓外舉行抗議活動，並打算在5月22日以和平的方式抗議選舉結果，要求當局取消佐科的參選資格。

### 事前防範
為了應對示威，警方事前已經調派了大約45,000名武裝警員，以及攜帶步槍，乘坐裝甲輸送車到場的機動部隊隊員，負責守衛選委會和選舉監督委員會（選監會）的總部大樓；部署在選委會大樓外的警員和國民軍軍人共有34,000人。警方發言人表示，到場執勤的警員只是配備了防暴裝備、催淚彈和水砲，沒有攜帶槍械，並指出他們聯絡了在現場協調場面的示威者，希望能夠減少動員的人數。為了方便警員控制場面，警方還在通往選監會大樓的道路上設置了鐵絲網。
騷亂發生之前，中國、美國、英國等國的大使館已經發出公告或旅遊警示，促請在印尼的國民避免參加示威活動，注意安全。警方也宣布雅加達地區在5月22日至25日期間進入一級戒備狀態。

## 經過

### 5月21日
示威者在5月21日前往選監會大樓抗議選舉結果。由於大樓對開的路面已經被警方封鎖，所以他們只能在附近的路面舉行集會。這時候的集會大致上是平靜的，示威者還跟警察一起在選監會大樓外吃起開齋飯來。按照雅加達的法規，集會必須在當地時間傍晚6點結束，不過集會的主辦者成功說服警方，准許他們在完成泰拉威禮拜之後結束集會。集會最終在晚上9時結束，示威者也沿着基艾·哈吉·瓦希德·哈希姆路（Jalan Kyai Haji Wahid Hasyim），向銘登、丹拿望方向散去。 到了晚上9時30分，又有另一群民眾在選監會大樓外聚集，直至晚上10時45分才散去。
按照政府的報告，暴徒在當晚約晚上11時開始衝擊選監會大樓，之後國民軍和警察把他們趕到丹拿望，嘗試驅散他們。這時暴徒開始用煙花和石頭攻擊警員，又縱火焚燒雜物和木屑，警方則使用催淚彈反擊，並使用水砲滅火。警方指出這群暴徒和之前在選監會大樓外集會的人士不是同一群人。

### 5月22日－23日
一群身份不明的人士在5月22日凌晨焚毀停泊在丹拿望北淡布蘭村K·S·圖本路（Jalan KS Tubun）機動部隊隊員宿舍前方的車輛，期間並未造成傷亡。警方使用水砲和催淚彈驅散暴徒之後，他們便向鄰近住宅區的方向散去。警方接着把通往警員宿舍的道路封鎖起來。
當天早上，示威者回到選監會大樓和莎麗娜百貨公司所在的路口，舉行抗議活動，在場的警方阻止示威者進入選監會大樓正前方的路面。北丹布蘭村的騷亂不但沒有平息，而且還蔓延到西雅加達行政市紅牌斯里比村，兩地的暴徒除了使用石頭和爆竹攻擊警員和警車，還放火焚燒警車、車輪和雜物。當局曾經嘗試派直升機滅火，不過未能阻止示威者的縱火行為。入夜之後，選監會大樓附近的暴徒也開始攻擊警員，並毀壞警方設置的路障。同時，斯里比村的暴徒劫走了一輛消防車，然後強迫消防員用水喉攻擊防暴警察。後來一群海軍陸戰隊士兵趕到現場，和暴徒展開談判。
騷亂期間，社交媒體不斷出現不利於軍警、反對黨，甚至特定族群的假新聞。其中一則謠言聲稱軍警使用中空彈和催淚彈攻擊前往清真寺避難的示威者，同時從中國大陸調遣警員鎮壓示威。另一則謠言聲稱示威者從一輛印有大印尼運動黨（普拉博沃所屬的政黨）黨徽的救護車拿出石頭和工具，攻擊警察，還縱火焚燒警員宿舍。警方和反對黨均予以否認。為了防止有人發布挑釁的內容和散播謠言，政府在22日下午對社交網站和WhatsApp等即時通訊軟件實施上載圖片、影片的臨時限制，至25日解除為止。不少網民曾經在這段期間使用虛擬私人網絡（VPN）瀏覽網站，迴避政府的封鎖；解除封鎖之後，印尼信息与通讯部长鲁迪安塔拉卻以避免洩露私隱為由，建議民眾從手機和電腦移除VPN程式。
普拉博沃在深夜時分發布推文，希望參加示威的民眾能夠離開集會現場，回到家中，不要採取非法手段。過後市面逐漸恢復平靜，到23日早上，警方已經移除了先前設置的路障，恢復車輛通行，商舖也開始恢復運作。

## 影響
雅加達省長阿尼斯·巴斯威丹表示，截至5月23日早上11時，騷亂已造成8人死亡，737人受傷，其中3名死者不是本地居民。澳洲廣播公司形容這是「20年來印尼最嚴重的政治暴力事件。」
佐科在5月22日演講期間表明「絕不會容忍」暴徒，並表示國民軍和警方將按照現有法規執行任務。截至26日，警方已經拘捕了452名嫌犯，這群疑犯多數來自西爪哇省、萬丹省和西努沙登加拉省，不是雅加達的居民。從他們身上搜出的物品包括鐮刀、汽油彈等各式武器，以及装有钞票的信封。政府認為暴徒包括收受金錢造亂的無政府主義者，可能還包括懷疑效忠伊斯蘭國的本地武裝分子，
之前他們就已經在Whatsapp聊天室策劃這次騷亂。騷亂過後，軍警已增派近4－6万人在雅加達各地（包括選監會大樓、憲法法院，以及獨立宮附近的政府部門）維持秩序。另一方面，普拉博沃指出他們只是鼓勵支持者以和平的方式抗議選舉結果，沒有策劃騷亂，並呼籲各方保持克制。
受到騷亂的影響，東南亞最大的批發市場——丹拿望市場被迫暫停營業，直至25日為止。由於騷亂期間正值伊斯蘭教的齋月，屬於零售旺季，因此關閉市場嚴重的打擊了商戶的生計，估計每天損失的金額達到20億印尼盾。騷亂期間，地鐵和通勤鐵路部分車站需要暫停開放（印尼大酒店圓環站在5月24日重開，其餘地下車站在5月23日重開），專線巴士部分線路也需要更改行駛路線。部分辦公室大樓、使馆、以及商場、學校在23日暫停營業、授課。